# Catafracta

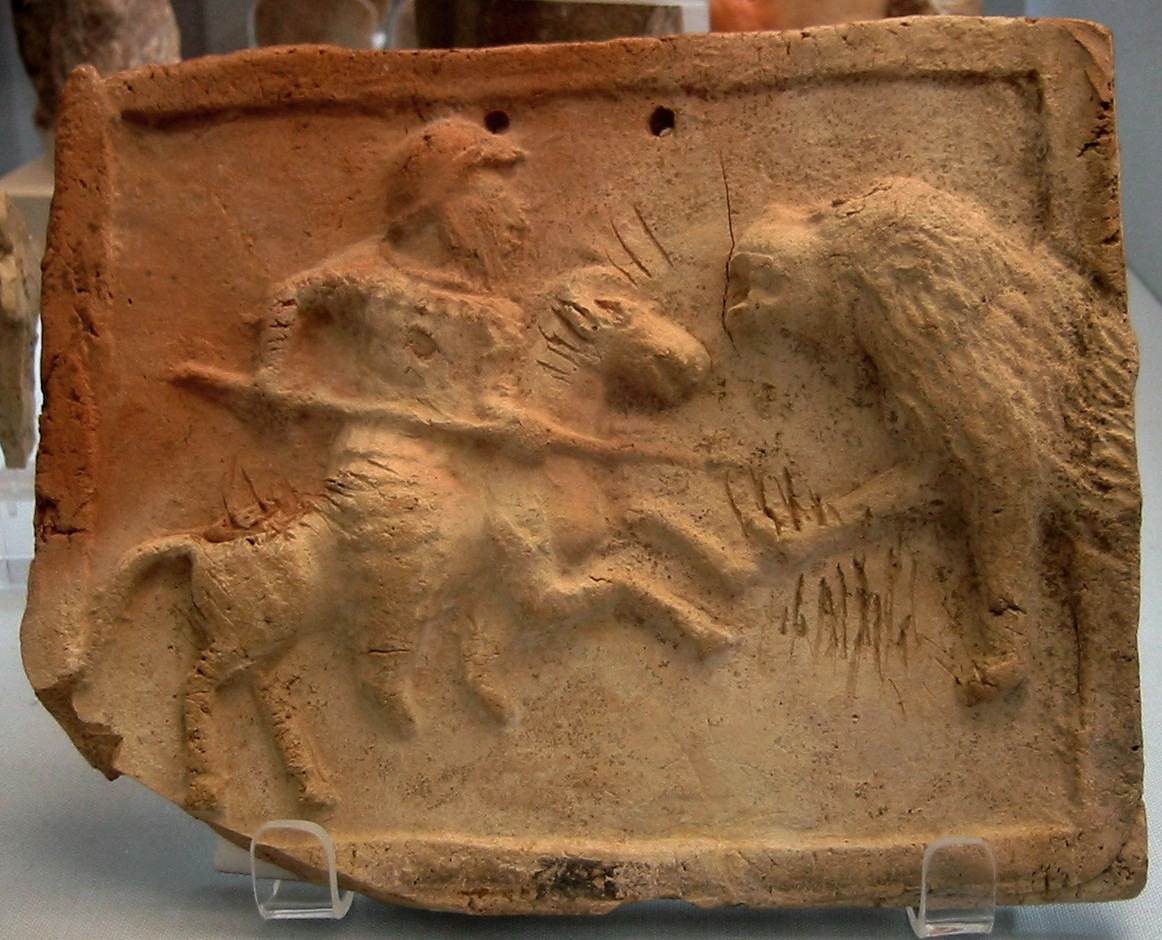
Catafracta part lluitant amb un lleó. Museu Britànic

Un catafracta o catafractari (del grec κατάφρακτος, 'katàfraktos' i llatí: cataphractarius) és un tipus de cavalleria pesant, fortament armada i protegida, utilitzada a l'antiguitat pels pobles del món hel·lenístic i, més rarament, també per la República Romana amb els seus aliats; posteriorment la van utilitzar els romans durant l'època de l'Imperi i pels romans d'Orient fins a l'alta edat mitjana. Originalment el terme es referia a un tipus d'armadura que cobria el cavaller i el cavall i posteriorment va passar a designar aquest tipus de soldat.
En una batalla, el paper dels catafractes no era gaire diferent del dels cavallers de l'occident medieval, tot i que diferien en alguns aspectes de l'armament i les tàctiques utilitzades. Les semblances no són sorprenents tractant-se, en ambdós casos, de cavalleria pesant, utilitzada habitualment com a força de xoc per realitzar càrregues en massa contra les formacions enemigues amb l'objectiu de trencar-les. D'altra banda, en l'aspecte social i polític, els catafractes eren simplement soldats d'un exèrcit i el seu paper no tenia res a veure amb el dels cavallers occidentals dins del sistema feudal.
Els pobles que en algun moment de la seva història utilitzaren catafractes en els seus exèrcits foren, entre d'altres, l'Imperi Part, els sàrmates, els armenis, l'Imperi Selèucida, Pèrgam, la Pèrsia sassànida, l'Imperi Romà i l'Imperi Romà d'Orient. En aquest últim s'anomenaven κατάφρακτοι, katàfraktoi.

## Etimologia i problemes terminològics
El terme grec per a «cota de malla» era katàfractos, que literalment significa 'tancat per totes bandes'. El terme apareix per primera vegada en llatí als textos de Sisè: loricatos, quos cataphractos vocant, 'els que duen armadura, que anomenen catafractes'. Sembla haver-hi una certa confusió pel que fa al terme durant l'antiguitat tardana; des de l'inici de l'Imperi Romà qualsevol tipus de soldat de cavalleria amb armadura s'anomenava «catafracta». Vegeci, al segle iv, descriu una armadura de qualsevol tipus, de forma genèrica, com a «catafracta», més precisament en aquella època les armadures habituals eren lorica hamata i lorica squamata. Ammià Marcel·lí, també al segle iv, parla de cataphracti equites (quos clibanarios dictitant), 'cavallers catafractes (que anomenen clibanaris)'.
En conseqüència els historiadors actuals han tingut problemes per determinar què eren exactament els catafractes durant l'antiguitat tardana i si eren diferents o no dels clibanarii. Alguns experts argumenten que en realitat els clibanarii eren una cavalleria més pesant que els catafractes o, fins i tot, alguns cossos especials de cavalleria, tot i que moltes vegades s'assumeix que catafractes i clibanarii eren el mateix tipus de combatent.

## Història

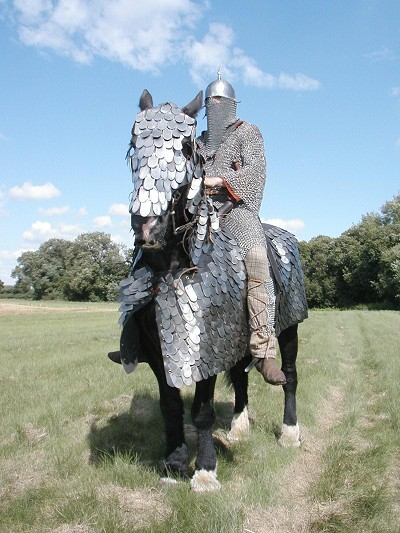
Reconstrucció moderna d'un catafracta sassànida.

Les arrels dels catafractes probablement es troben als pobles nòmades de les estepes, les tradicions de cavalleria pesant dels quals passaren probablement als pobles sedentaris del Pròxim Orient. Els grecs es van enfrontar amb els catafractes per primera vegada durant les guerres mèdiques i posteriorment les van adaptar. Durant molts anys van formar una part molt important dels exèrcits hel·lenístics.
Els romans les van trobar per primer cop durant les guerres contra Pirros de l'Epir, al segle iii aC, però va ser sobretot durant les campanyes a Pàrtia durant el segle i que s'hi van enfrontar de forma generalitzada i, al seu torn, també les van adaptar a partir del segle ii, durant el regnat d'Hadrià. Durant aquesta època les catafractes romanes es van convertir en una tropa auxiliar de la infanteria, i no va ser fins al segle iv que van començar a cobrar una major importància en els exèrcits romans.
Els catafractes perses van continuar sent una força militar considerable del segle iii al iv. Al principi, la Dinastia sassànida va continuar amb les tradicions de la cavalleria partia com ara l'ús de cavalleria molt pesant. Però aquesta pràctica va anar caient en desús en favor del desenvolupament d'una cavalleria «universal» a finals del segle iii, que fos capaç de funcionar com a arquers i com a catafractes. Això va ser potser en resposta a l'estil de combat utilitzat pels turcs i els huns nòmades, així com al creixent poder dels kushans. Tanmateix, a mesura que les hostilitats romano-perses van créixer, es van tornar a fer canvis. Durant el segle iv, Sapor II de Pèrsia va intentar tornar a desenvolupar catafractes fortament cuirassats per contrarestar la infanteria pesant romana. L'emperador Julià va dir a les seves memòries que un catafracta dels anomenats Pushtigban, la tropa d'elit que defensava l'emperador persa, va poder empalar dos soldats romans alhora a la seva llança degut a la furiosa càrrega que desenvolupava. El tir amb arc del catafracta persa es va establir de nou cap al final de l'antiguitat, potser com a resposta a (o fins i tot estimulat) per la tendència de l'exèrcit romà cap a la mobilitat i la versatilitat. En un gir estrany i irònic, l'elit de l'exèrcit romà d'Orient al segle vi era el catafracta, modelat a partir de la mateixa força que havia aixafat els seus avantpassats més de 500 anys abans.
Durant les guerres de Justinià al segle vi, Procopi va assenyalar que els catafractes podien llançar fletxes molt ràpidament però amb molt poca força en l'impacte. Els catafractes romans, per altra banda, eren extremadament hàbils, i eren capaços de disparar a dreta i esquerra durant persecucions o fugides, i els seus llançaments eren molt poderosos tot i que lleugerament més lents. Els catafractes sense arcs s'anomenaven en alguns casos simplement llancers.

## Armament i tàctiques
L'equip i les tàctiques utilitzades per les tropes de catafractes van variar durant la seva història i segons l'exèrcit en què estaven integrades. En general, però, sempre duien una armadura pesant d'escates, de cota de malles o lamel·lar, com a equipament defensiu duien un escut i com equipament ofensiu una llança (contos). Normalment atacaven en formació tancada contra l'enemic.
La seva armadura d'escates forta i flexible estava formada per plaques de bronze o ferro unides a un teixit interior de cuiro, tant en el cavall com en el cavaller. Un casc cobria el cap i el coll i sovint només disposava de petites obertures per als ulls. Procopi de Cesarea, que escriu al segle v, descriu així una massa de catafractes perses: «totes les companyies estaven protegides amb ferro i totes les parts dels seus cossos cobertes amb plaques gruixudes, tan ajustades que les articulacions coincidien amb les de les seves extremitats; i les formes de les cares humanes [cascs] estaven tan ben adaptades als seus caps que, com tot el cos estava cobert de metall, les fletxes que els queien a sobre només podien penetrar on trobessin les petites obertures davant dels ulls, o per l'extrem del seu nas, per on podien respirar».
La majoria de catafractes duien també una arma addicional, a més de la llança, com una espasa o una maça, per utilitzar en la melée que es formava després de la càrrega. En alguns casos l'armadura no cobria tot el cos, sinó que era bàsicament frontal. En altres casos no duien escuts, especialment si l'armadura corporal pesava molt. Les llances se suportaven mitjançant una cadena unida al coll del cavall i, per l'extrem posterior, amb una unió a la pota del darrere del cavall, de manera que durant la càrrega s'aprofitava l'impuls de tot el cavall. Una raó per a aquesta disposició era la manca d'estreps; tot i que les selles romanes duien quatre extremitats per aguantar el cavaller, l'impacte d'una llança en la càrrega podria desmuntar-lo.
Alguns tipus de catafracta també estaven equipats amb arcs per permetre atacar a l'enemic des de lluny abans de la càrrega. De vegades els catafractes amb arcs s'utilitzaven de forma tàctica en formacions on la meitat dels efectius es disposaven en primera línia formant una barrera blindada, mentre que l'altra meitat donava voltes a la línia frontal, disparant quan estava per davant i recarregant quan es trobava per darrere.
La tàctica principal de les formacions de catafractes era la càrrega directa contra les línies enemigues, amb l'objectiu de trencar-les i desorganitzar-les i així donar avantatge a la infanteria pròpia. La càrrega dels catafractes era generalment més disciplinada i menys impetuosa que les càrregues de cavalleria de l'occident medieval. Resultava especialment efectiva gràcies a la disciplina que permetia mantenir la formació durant l'avenç i del gran nombre d'efectius habitualment desplegats.